# Sjednocující sněm ukrajinských pravoslavných církví
Sjednocující sněm ukrajinských pravoslavných církví (Об'єднавчий собор
українських православних церков) se konal 15. prosince 2018 v katedrále Svaté Sofie v Kyjevě a spojily se jím Ukrajinská pravoslavná církev kyjevského patriarchátu (UPC-KP) a Ukrajinská autokefální pravoslavná církev (UAPC). Účastníci ustavili sjednocenou Pravoslavnou církev Ukrajiny namísto obou dosavadních místních pravoslavných církví odštěpených od Moskevského patriarchátu a její hlavou zvolili metropolitu Epifanije (Dumenka). Sněmu předsedal zplnomocněný zástupce Ekumenického patriarchátu metropolita galský Emmanuel (Adamakis).